# Zimbabwei költők, írók listája
Ezen a lapon az ismertebb zimbabwei írók és költők listája olvasható.
| Ábécé szerinti tartalomjegyzék                                                                           |
| --- |
| A, Á B C Cs D Dz Dzs E, É F G Gy H I, Í J K L Ly M N Ny O, Ó Ö, Ő P Q R S Sz T Ty U, Ú Ü, Ű V W X Y Z Zs |

## A
- Stephen Alumenda gyermekkönyvek

## B
- N.H. Brettell költő

## C
- Shimmer Chinodya novellista
- Edmund Chipamaunga író
- Samuel Chimsoro író
- Shimmer Chinodya novellista
- Chirikure Chirikure költő és zenész
- Brian Chikwava író és zenész

## D
- Tsitsi Dangarembga költő, drámaíró

## E
- John Eppel költő és novellista

## H
- Chenjerai Hove író

## K
- Rumbi Katedza író, rendezvényszervező
- Alexander Kanegoni novellista
- Wilson Katiyo novellista
- Rory Kilalea író
- Thompson Kumbirai

## M
- Nevanji Madanhire novellista
- George Makana-Clark író
- Nozipo Maraire író
- Dambudzo Marechera író
- Kristina Rungano Masuwa költő
- Timothy O. McLoughlin novellista, költő
- Aaron Chiwundura Moyo színész
- Charles Mungoshi gyermekkönyvek és író
- Murungu író
- Ignatius Musonza író
- Solomon Mutswairo költő

## N
- Geoffrey Ndhlala novellista
- Emmanuel Ngara költő
- Stanley Nyamfukudza író
- Freedom Nyamubaya író, költő
- Albert Nyathi vallási dalok
- Pathisa Nyathi történész, költő

## P
- Batisai Parwada író

## R
- Michael Raeburn rendező

## S
- Stanlake Samkange író
- Ben Sibenke színész
- Ndabezinhle Sigogo novellista és költő
- Elinor Sisulu író

## T
- Norman Takawira drámaíró, színész rendező (1963-2003)

## V
- Yvonne Vera novellista

## W
- Andrew Whaley színész
- Bart Wolffe költő, rendező

## Z
- Paul Tiyambe Zeleza novellista
- Musaemura B. Zimunya költő